# 井原陽介
井原 陽介（いはら ようすけ、1978年9月17日 - ）は、NHKのチーフアナウンサー、プロデューサー。

## 人物
山口県下関市出身。
山口県立豊浦高等学校を経て、九州大学法学部を卒業後、2001年に入局。
初任地は徳島放送局。その後、福岡放送局、北九州放送局、大阪放送局、東京アナウンス室を経て、2018年8月から佐賀放送局へ異動。その後、2021年7月からは、中村泰人の後任として、放送部副部長（2023年4月よりコンテンツセンターアナウンスグループ統括に改称）を務めていた。
2023年5月から福岡放送局（2度目）に勤務することになった。

## 嗜好・挿話
- 愛車は原付き二種のバイクである[4][5]。
- 2016年の夏に東京アナウンス室に異動になるまでは、入局して以来西日本での生活を続けていた[1]。
- 特に九州沖縄地方それに四国地方・近畿地方にも赴任した[1]。
- 若い頃から目が悪いためメガネをつけている。

## 現在の担当番組・業務
- おはよう九州沖縄（キャスター：2025年4月7日 - ）（柴崎行雄と隔週で担当）[6]
- プロデューサー業務[注釈 1]
- 深夜・早朝、若手アナウンサーのバックアップ業務[7]
- 福岡県・九州沖縄のニュース
- ラジオニュース（九州沖縄、R1・FM）の泊まり勤務担当[注釈 2]
- はっけんラジオ（不定期）
- ニュース645福岡（不定期）
- ニュース845福岡（不定期）

## 過去の担当番組
徳島放送局時代（2001年6月 - 2005年7月）
- 徳島県のニュース・中継・リポート
- てれごじ。（2002年3月 - 2003年3月）
- カフェあわまる（2003年4月 - 2004年3月）
- ほっとイブニング徳島（2004年4月 - 2005年3月）
- たべもの新世紀（2004年4月25日）
- ひるの散歩道（2005年6月6日、8日、9日）

福岡放送局時代（1度目）（2005年8月 - 2008年7月）
- おはようサタデー九州沖縄（2005年8月 - 2007年3月31日） - キャスター・インタビュアー
- 生中継 ふるさと一番!（2007年4月16日・17日） - 中継お届け人
- 福岡県・九州沖縄のニュース
- ニュース845福岡（不定期）

北九州放送局時代（2008年8月 - 2013年8月）
- ひるブラ「レトロ市場でオリジナル丼つくり　～北九州市　旦過市場～」 （2012年3月13日）
- こんばんは北九州（2012年4月 - 2013年3月） - キャスター、2009-2011年度は中継担当及び後藤理が不在・休暇時の代理キャスター。
- ニュースブリッジ北九州（2013年4月 - 2013年8月） - アンカー[注釈 3]
- ニュース845北九州（不定期）
- 北九州のニュース・中継・リポート
- 北九州放送局コールサインアナウンス

大阪放送局時代（2013年8月 - 2016年6月）
- ひるブラ「大阪の沖縄?!“おきナニワ”街～大阪市～」 （2013年10月22日）
- NHKニュースおはよう関西（キャスター：2014年3月31日 - 2016年4月1日）
- NHKジャーナル（2015年8月24日 - 9月4日）永井克典の代理キャスター
- 関西のニュース
- 関西845（不定期）

東京アナウンス室時代（2016年8月 - 2018年7月）
- NHKニュースおはよう日本（リポーター：2016年8月 - 2018年7月）
- ニュース645（不定期）
- ニュース・気象情報（不定期）
- ラジオニュース（不定期）
- 国会中継（随時）
- ニュースチェック11 ニュースリーダー
  - 森田洋平の代理（2016年11月7日 - 11日）
  - 永井克典の代理（2017年8月28日 - 9月1日、9月4日 - 8日、10月30日 - 31日）
- ニュースウオッチ9 ニュースリーダー
  - 森田洋平の代理（2016年11月7日 - 11日）
  - 永井克典の代理（2017年8月28日 - 9月1日、9月4日 - 8日、10月30日 - 31日）
  - 中山庸介の代理（2018年3月1日 - 2日）
- 新年一般参賀（2017年1月2日）
- 平成29年台風第18号 鹿児島市から中継（2017年9月17日）
- 徳島県のニュース（2018年3月12日・勤務経験のある徳島放送局の応援要員）
- 2018年7月の平成30年7月豪雨発生後、勤務経験のある福岡放送局に応援で派遣され、災害情報を中心にローカルニュースを担当した。
- 2018年7月の平成30年7月豪雨に関連し岡山県の被災した地域に出張して、被災地の状況を中継で伝えた。

佐賀放送局時代（2018年8月 - 2023年4月）
- 放送部副部長→コンテンツセンターアナウンスグループ統括（2023年4月より放送部からコンテンツセンターへ改称）
- あさイチ（2019年4月18日） - 「JAPA-NAVI　イカす!ワンダーランド　佐賀」ナビゲーター
- 佐賀県のニュース・中継・リポート
- ニュースただいま佐賀（編集責任者）
- ニュースおかえり佐賀845（不定期）
- さがスペシャル（編集責任者）
- はっけんTV〜佐賀〜（編集責任者）
- 番組統括（2021年7月 - 2023年4月）
- 緊急報道（佐賀局発）

福岡放送局時代（2度目）（2023年5月 - ）
- アナウンサー・キャスターブログ管理業務（2024年度まで）
- おはよう九州沖縄（2023年6月12日 - 14日、8月21日 - 25日、2024年1月4日 - 5日、1月9日 - 12日、2025年3月24日 - 28日） - 新井秀和（平日担当）の代理キャスター
- 「緊急報告 令和5年7月記録的大雨」（2023年7月13日・九州沖縄地方） - ナレーション[注釈 4]
- ニュース「記録的大雨から1週間」（2023年7月17日・九州沖縄地方） - ナレーション
- 福岡発ラジオ深夜便（2024年9月27日 - 28日） - プロデューサー
- 放送100年 地域特集「ラジオドラマで伝える 福岡のアナウンサーと戦争」（2025年3月29日・九州沖縄地方） - プロデューサー
- 放送100年 福岡発ラジオドラマ「JOLK～戦時下を生きたアナウンサーたち～」（2025年3月29日・R1＜九州沖縄地方＞） - プロデューサー